# Zila Mamede
Zila da Costa Mamede (Picuí, 15 de setembro de 1928 — Natal, 13 de dezembro de 1985) foi uma importante poeta, jornalista e bibliotecária brasileira. 
Nascida na Paraíba, mas radicada no Rio Grande do Norte.

## Biografia
Zila Mamede nasceu em 1928 no então distrito de Nova Palmeira, fundado por seu avô e por seu padrinho de batismo e que na época era subordinado ao município de Picuí.
Apesar de seu pai ser de Caicó e seu avô materno de Jardim do Seridó, ambas cidades do interior do Rio Grande do Norte, as duas famílias se juntaram na Paraíba, onde Zila viria a nascer.
Ainda criança, por volta dos cinco, seis anos de idade, mudou-se para o interior do Rio Grande do Norte, mais precisamente para a cidade de Currais Novos, onde seu pai passou a ter uma fábrica beneficiadora de algodão.
Durante os primeiros anos da Segunda Guerra Mundial, Zila Mamede foi morar em Natal, capital do estado, onde seu pai se encontrava desde o início da chegada dos americanos para organização da base aérea de Parnamirim, a qual serviria aos aliados. Prima do Coronel Mendonça (José Jorge de Mendonça) da aeronáutica, que continua vivo a morar no bairro do Tirol.
Foi após concluir seus estudos secundários que ela começou a ser apresentada à literatura. Isto se deu por obra de seu padrinho de batismo, o culto Francisco de Medeiros Dantas, quando ela passou algum tempo com ele entre as capitais João Pessoa e Recife. Zila começou a escrever aos 21 anos, ao retornar a Natal, após uma tentativa frustrada de ser freira.
Entre 1955 e 1956, cursou biblioteconomia no Rio de Janeiro e fez ainda uma especialização nos Estados Unidos. Depois disso, voltou para Natal, onde reestruturou as duas maiores bibliotecas da cidade: a biblioteca central da Universidade Federal do Rio Grande do Norte, que hoje tem seu nome, e a biblioteca pública estadual Câmara Cascudo.
Ela publicou livros sobre o assunto, foi membro do Conselho Federal de Biblioteconomia, trabalhou no Instituto Nacional do Livro, em Brasília, e seu nome tornou-se referência.
A Biblioteca Central Zila Mamede, da UFRN, possui hoje uma sala com objetos, livros e cartas da poetisa, localizada no Setor de Coleções Especiais.

## Morte
Zila Mamede morreu afogada enquanto nadava na Praia do Forte em 13 de dezembro de 1985, aos 57 anos.

## Produção literária
Zila escrevia com sutileza sobre suas paixões, mas abordava ainda temas relacionados ao sertão nordestino. Também era claro seu fascínio pelo mar, o que ela havia conhecido em 1939, em uma viagem a Pernambuco. Suas principais obras: Rosa de Pedra (1953); Salinas (1958); O arado (1959); Exercício da palavra (1975) e Corpo a corpo (1978).
Em 1978, foi publicado o livro Navegos, que reúne as cinco obras listadas acima.
Zila Mamede contou, durante a produção de seus poemas, com o apoio e amizade de grandes nomes da literatura brasileira, como Carlos Drummond de Andrade, que a incluía entre suas preferências literárias, e de João Cabral de Melo Neto.
Manuel Bandeira considerou seu primeiro livro, Rosa de Pedra, de 1953, um dos melhores livros de versos brasileiros. Por Salinas, de 1958, Zila recebeu o prêmio Vânia Souto Carvalho, em Recife. Já O arado, de 1959, teve prefácio de Luís da Câmara Cascudo.
A escritora também se dedicou à pesquisa sobre as obras de João Cabral de Melo Neto e Câmara Cascudo.